# Grigoris Varfis
Grigoris Varfis (řecky: Γρηγόρης Βάρφης; 2. ledna 1927 Athény – 10. září 2017 Athény) byl řecký politik.
Ve druhé polovině roku 1983 byl Varfis předsedou Rady Evropské unie.
Od 24. července 1984 do 5. ledna 1985 byl poslancem v Evropském parlamentu (MEP), kde zastupoval zájmy strany PASOK. Nakonec byl až do roku 1989 v první Komisi Jacquese Delorse komisařem EU pro regionální politiku (1985) a pro ochranu spotřebitele (1986 až 1989). Zemřel 10. září 2017 ve věku 90 let.